# Agència de Malakand
L'Agència de Malakand (Malakand Agency) fou una antiga entitat del Pakistan que va existir dins la Província de la Frontera del Nord-oest fins al 1970. L'agència de Malakand es va formar sota els britànics amb el nom d'Agència de Dir, Swat i Chitral. Estava formada pels estats de Chitral, Dhir i Swat i la regió a l'entorn de Malakand (fort) i el pas de Malakand (coneguda com a Malakand Protected Area). Va passar al Pakistan el 1947. Quan es van abolir els principats el 1970, l'agència va esdevenir la divisió de Malakand dividida en districtes un dels quals, l'antiga Malakand Protected Area, fou el districte de Malakand.